# Northern Spirit FC
Northern Spirit FC – australijski klub piłkarski z siedzibą w dzielnicy North Sydney w Sydney (Nowa Południowa Walia), założony w 1997 roku. W latach 1998–2004 uczestniczył w rozgrywkach National Soccer League (NSL). Rozwiązany w 2004 roku.

## Historia
Klub Northern Spirit FC został założony w 1997 roku i od sezonu 1998/1999 przystąpił do rozgrywek krajowej ligi National Soccer League. Northern Spirit zainaugurował rozgrywki w NSL w dniu 9 października 1998 roku w domowym spotkaniu przeciwko Sydney Olympic. Spotkanie zakończyło się porażką gospodarzy w stosunku 0:2. W inauguracyjnym sezonie klub zajął 5. miejsce w sezonie zasadniczym i awansował do serii finałowej rozgrywek. Serię finałową Northern Spirit zakończył na fazie eliminacji, przegrywając w dwumeczu z drużyną Marconi Stallions w stosunku 1:2 (I. mecz 0:0; II. mecz 2:1).
W sezonie 2002/2003 Northern Spirit po raz drugi w swojej historii występów w NSL awansował do serii finałowej. Sezon zasadniczy zakończył na 6. miejscu i awansował do grupy mistrzowskiej serii finałowej. W grupie mistrzowskiej klub zajął przedostatnie 5. miejsce i nie awansował do meczu finałowego (tzw. Grand Final).
Klub Northern Spirit uczestniczył w rozgrywkach NSL do sezonu 2003/2004, po którym to sezonie liga NSL została rozwiązana. Łącznie klub wystąpił w sześciu sezonach NSL. Ostatni mecz w NSL klub rozegrał w dniu 29 lutego 2004 roku przeciwko zespołowi Adelaide United. Spotkanie zakończyło się zwycięstwem Northern Spirit w stosunku 2:1. Klub Northern Spirit FC został rozwiązany w 2004 roku po zakończeniu rozgrywek ligowych.